# باغت (كشر)

تعديل مصدري - تعديل

باغت هي إحدى قرى عزلة العبيسه+العبادلة بمديرية كشر التابعة لمحافظة حجة، بلغ تعداد سكانها 178 نسمة حسب تعداد اليمن لعام 2004.